# Oljesyra
Oljesyra, eller oleinsyra, är en enkelomättad fettsyra, en så kallad omega-9-fettsyra, som finns i olika växter och djur. Ämnet har formeln C18H34O2 (eller CH3(CH2)7CH=CH(CH2)7COOH). Den mättade formen av syran är stearinsyra, och trans-isomeren är elaidinsyra.

## Egenskaper
Oljesyra är en omättad, alifatisk fet syra, som förekommer som glycerid i de flesta fettämnen och mest i de flytande. Kemiskt ren är den vattenklar och luktfri, och stelnar vid 4 °C till en kristallinsk massa, som smälter vid 14 °C. Den är lätt destillerbar med överhettad vattenånga vid 250 °C.
Oljesyran är olöslig i vatten, men löslig i etanol och eter. Etanollösningen reagerar neutralt med lackmus. Den kommersiella varan är ljusgul till mörkbrun, mer eller mindre klar och av ganska växlande kvalitet.

## Framställning
Oljesyra erhålls som biprodukt vid stearinsyratillverkning. Som råmaterial används ox- eller fårtalg, svinfett, benfett, tran, palmolja eller andra växtoljor. Fettämnena tillsätts något vatten och 2–4 % kalciumoxid, magnesiumoxid eller zinkoxid och behandlas i autoklav under högt tryck. Därvid spaltas fettämnet i fri fettsyra och glycerol och en given mängd kalk-, magnesium- eller zinktvål. Glycerolvattnet avtappas och metalltvålarna spaltas med svavelsyra till fri fettsyra och metallsalter. De fria fettsyrorna tvättas och bearbetas därpå i olika fraktioner av stearin-, palmitin- och oljesyra.

## Användning
Triolein, som är triglyceriden av oljesyra, förekommer i kosten som del av animaliskt fett och vegetabiliska oljor.
Oljesyra som fettsyra kan användas för tillverkning av textilsåpa, som emulgatorer vid tillverkning av borrolja samt till flytande tvål med eller utan tillsatser av fettlösande kolväten.